# Maria Eiselt
Maria Anna Aloisia Eiselt (* 16. Mai 1914 in Teplitz-Schönau, Österreich-Ungarn; † 19. Juli 2002 in Baden, Österreich) war eine deutsche Sängerin sowie Theater- und Filmschauspielerin.

## Leben und Wirken
Die Tochter des Zahlkellners Otto Eiselt und seiner Frau Slawomira, geb. Wachta, begann ihre Karriere mit 17 Jahren in der Spielzeit 1931/32 am Dresdner Central-Theater als Sängerin und Schauspielerin. Es folgten in den kommenden Vorkriegsjahren Verpflichtungen in die Provinz, darunter ihre Heimat Teplitz-Schönau sowie Brünn (beides nunmehr Tschechoslowakei), Nürnberg und das Operettentheater in Breslau. In der letzten Vorkriegsspielzeit 1938/39 war Maria Eiselt an der Bayerischen Staatsoper beschäftigt, im Krieg 1940/41 am Metropol-Theater Berlin (u. a. an der Seite Elfie Mayerhofers) und zuletzt 1942/43 am Prager Opernhaus. In diesen Jahren stand Maria Eiselt hin und wieder auch vor der Kamera (u. a. als Partnerin von Hans Moser und Johannes Heesters), sowohl in Berliner als auch in Münchner Filmproduktionen. Kurz vor Kriegsende floh die sudetendeutsche Künstlerin aus Prag, und es verschlug sie schließlich nach Hamburg, wo sie 1948/49 letztmals vor die Kamera trat. In späteren Jahren sind künstlerische Aktivitäten nicht mehr feststellbar. Maria Eiselt, zuletzt verehelichte Richling, starb 2002 in ihrem Altersdomizil Baden bei Wien.

## Filmografie (komplett)
- 1937: Das Geheimnis um Betty Bonn
- 1939: Fasching
- 1942: Einmal der liebe Herrgott sein
- 1944: Es fing so harmlos an
- 1948: Amico
- 1949: Hallo – Sie haben Ihre Frau vergessen